# ۱۶ روز در افغانستان
۱۶ روز در افغانستان یک فیلم مستند ساخته شده توسط انور حاجی و میثاق کاظمی است.
این فیلم ۶۰ دقیقه‌ای با بودجه ۱۰۰ هزار دلار ساخته شد و در دسامبر سال ۲۰۰۸ به نمایش درآمد.